# An Innocent Man (노래)
〈An Innocent Man〉은 1983년 발매된 빌리 조엘의 노래이며 그의 음반 《An Innocent Man》의 세 번째 싱글이다.
벤 E. 킹과 드리프터스에게 경의를 표하는 이 노래는 빌보드 핫 100 차트에서 10에 달했으며 빌보드 Hot Adult Contemporary Tracks 차트에서 1위에 달했다.
이 곡의 뮤직비디오는 없다.

## 차트
| 1983                                | 최고 순위 |
| ----------------------------------- | --------- |
| ARIA 차트                           | 23        |
| 캐나디안 싱글 차트                  | 16        |
| 아이리시 싱글 차트                  | 3         |
| 뉴질랜드 싱글 차트                  | 24        |
| 영국 싱글 차트                      | 8         |
| US 빌보드 핫 100                    | 10        |
| US 빌보드 핫 어덜트 컨템포러리 트랙 | 1         |

## 인증
| 국가 | 인증 | 날짜           | 판매량  |
| ---- | ---- | -------------- | ------- |
| 영국 | 실버 | 1984년 4월 1일 | 200,000 |